# Meliá Hotels International
Meliá Hotels International, S.A. (tidligere Sol Meliá) er en spansk hotelkoncern, som blev etableret i af Gabriel Escarrer Juliá i 1956 i Palma de Mallorca. Det er en af Spaniens største operatører af ferieresorts I Spanien driver de både resorts og byhoteller. De driver i dag 374 hoteller i 40 lande på 4 kontinenter under mærkerne Meliá, Gran Meliá, ME by Meliá, Paradisus, Innside by Meliá, TRYP by Wyndham, Sol Hotels og Club Meliá.